# Bartow (Florida)
Bartow város az USA Florida államában, Polk megyében, melynek megyeszékhelye is. Lakosainak száma 19 309 fő (2020. április 1.).

## Népesség
A település népességének változása:

| 2010 | 17 298 |
| 2020 | 19 309 |